# Thingyan
Thingyan ((listenⓘ tiếng Môn: သၚ်္ကြန်Saṅkran hoặc listenⓘ သဘင်အတးသၚ်္ကြန် Sabhaṅ ʼataḥ saṅkran), từ bắt nguồn từ tiếng Pali sankanta, nghĩa là sự di chuyển của mặt trời từ cung Song Ngư sang cung Dương Cưu) là Tết té nước năm mới của Myanmar, thường rơi vào giữa tháng tư (theo lịch Miến Điện cổ). Ngày lễ diễn ra trong 4 hoặc 5 ngày năm mới. Theo truyền thống, thời điểm diễn ra Tết được tính theo âm lịch Miến Điện nhưng ngày nay được cố định từ ngày từ 13 đến 16 tháng 4, trùng vào dịp lễ Phục Sinh của các nước phương Tây. Tết Thingyan là một ngày lễ quan trọng nhất trong các kỳ nghỉ lễ và là một phần của kỳ nghỉ hè sau một năm học. Té nước là một phần đặc trưng nhất của lễ hội này và thường diễn ra vào 4 ngày đầu tiên của kỳ lễ.
Thingyan tương tự như các lễ hội năm mới ở các nước theo Phật giáo Nam truyền như Tết Lào, Chol Chnam Thmay, Songkran, lễ té nước của người Lự ở Tây Song Bản Nạp, Trung Quốc, Bun Vốc Nặm của Người Lào (Việt Nam) và lễ hội Kin Pang Then của người Thái (Việt Nam).

## Lịch sử
Nguồn gốc của Thingyan là một phiên bản khác của truyền thuyết đạo Hindu. Vua xứ Brahma, tên là Arsi bị thua cược với vua xứ Devas, Sakra. Được sự đồng thuận từ Arsi, Sakra đã chặt đầu Arsi và lắp một cái đầu voi lên cơ thể của Arsi, tạo thành một vị thần mới có tên Ganesha. Tuy nhiên đầu của Arsi có quyền năng lớn đến nỗi nếu đầu của Ngài bị ném xuống biển, nó sẽ làm cho biển cả bốc hơi hết. Nếu cái đầu đó bị ném lên mặt đất, nó sẽ thiêu đốt mặt đất. Nếu nó bị ném lên trời, bầu trời sẽ bốc cháy. Sakra, do đó, đã ra lệnh cho mỗi năm sẽ có một hoàng tử lần lượt bảo quản cái đầu của Arsi. Do vậy, năm mới là thời điểm đánh dấu việc chuyển giao cái đầu của Brahma.

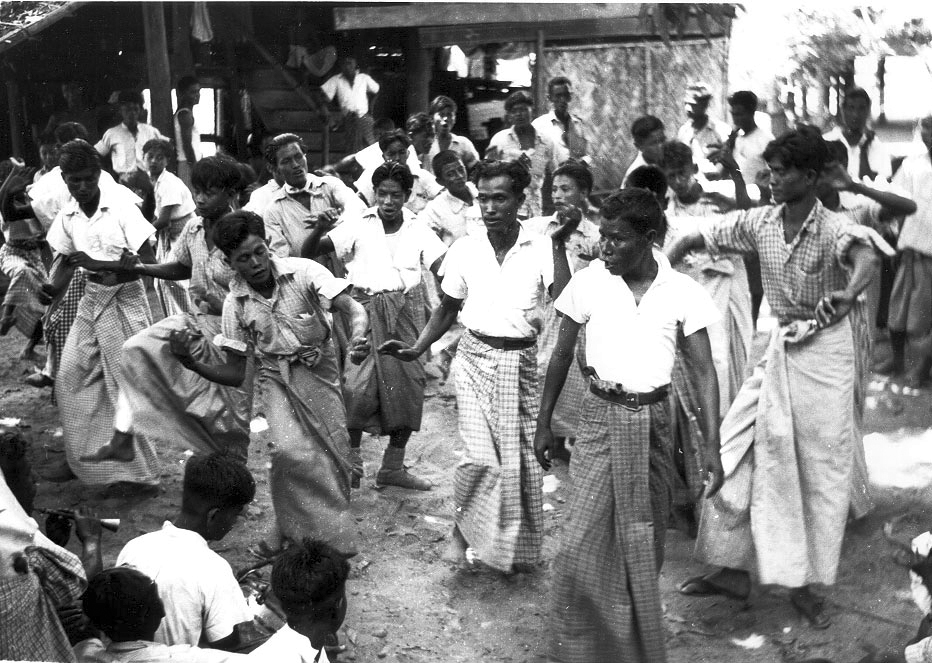
Múa năm 1945
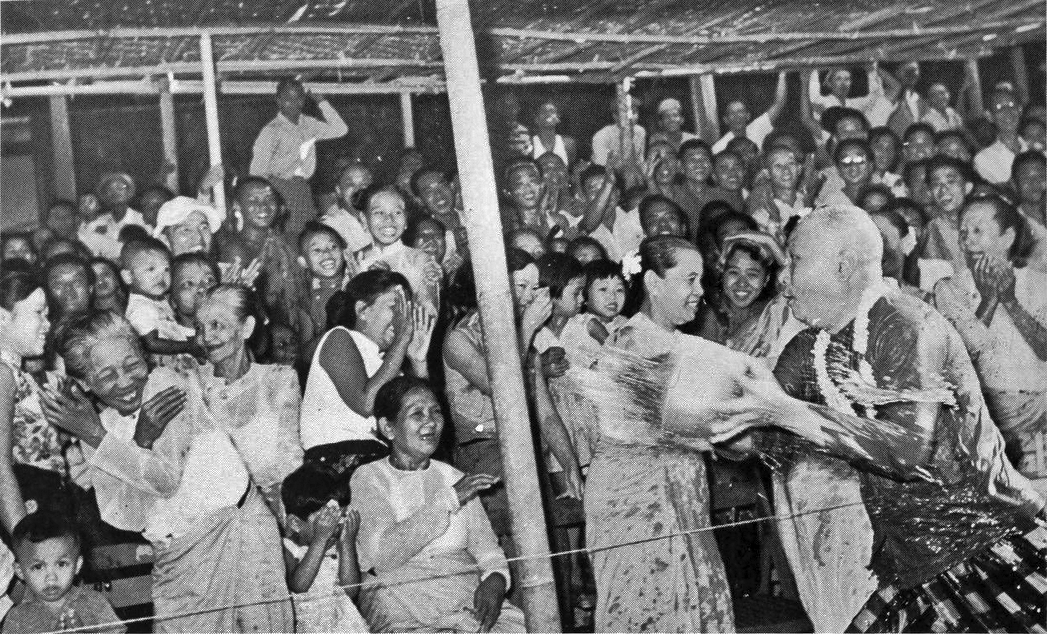
Thủ tướng U Nu tạt nước năm 1960

## Đêm giao thừa tết Thingyan

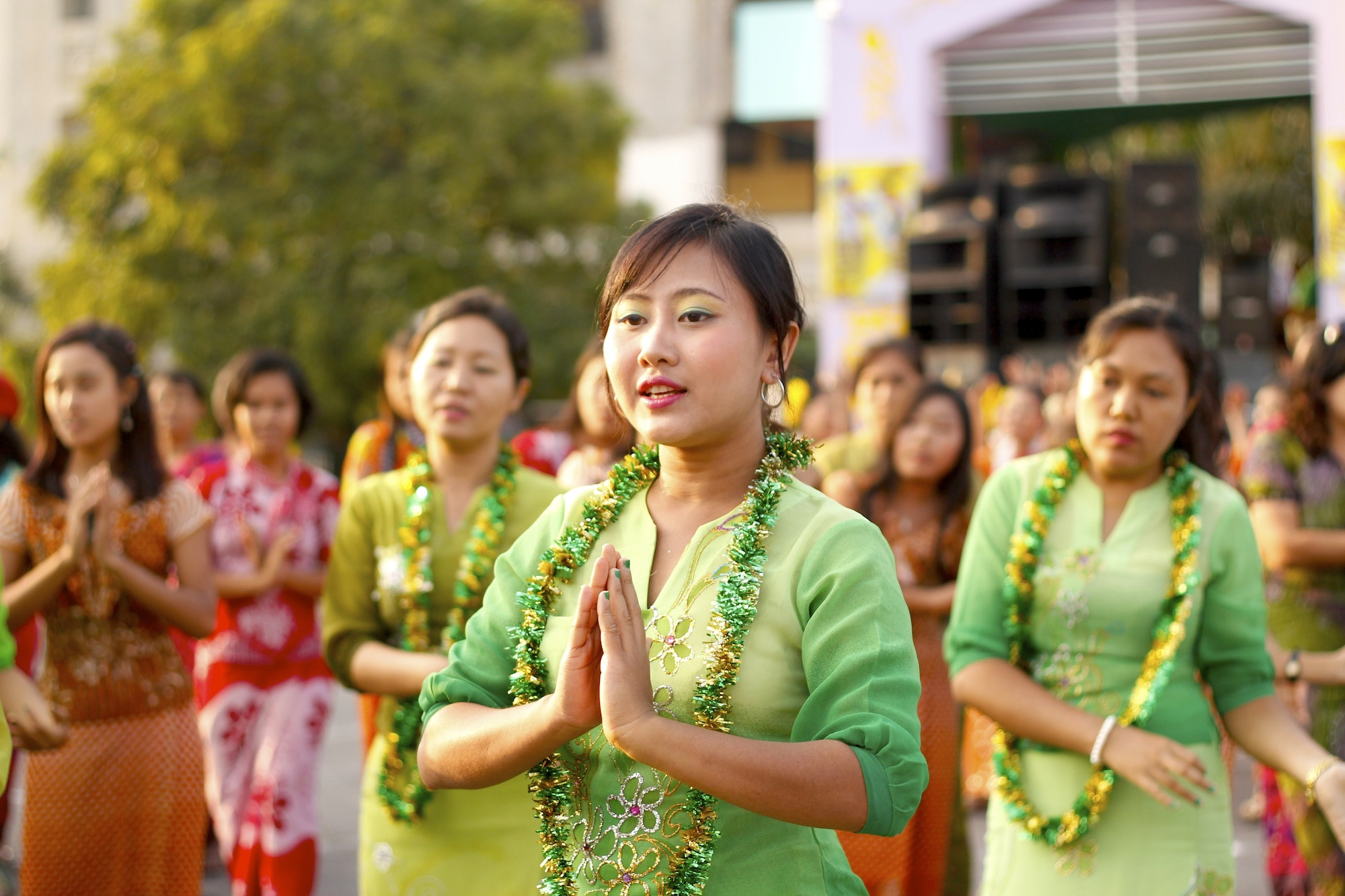
Thiếu nữ múa tại Yangon

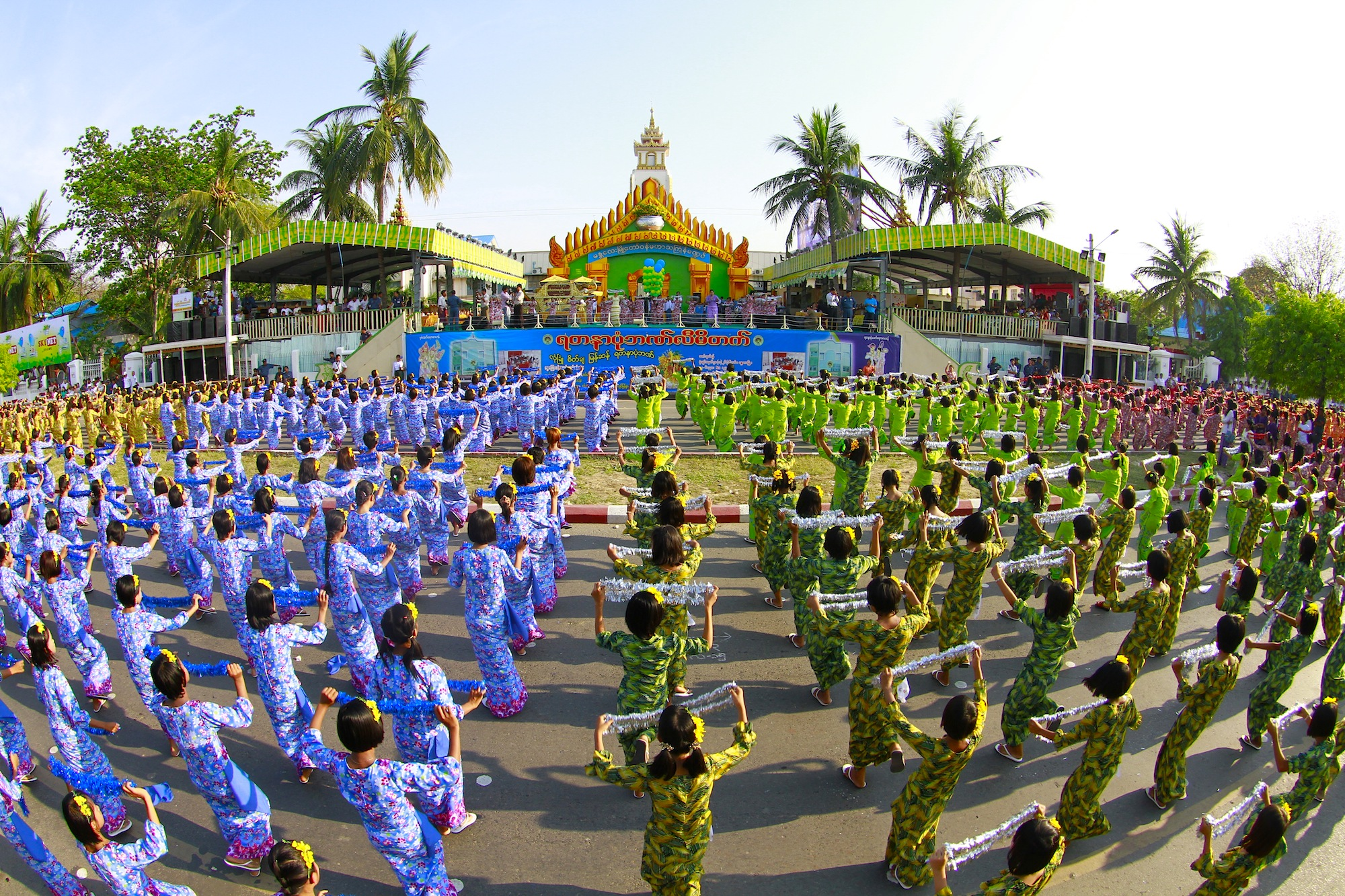
Thiếu nữ múa

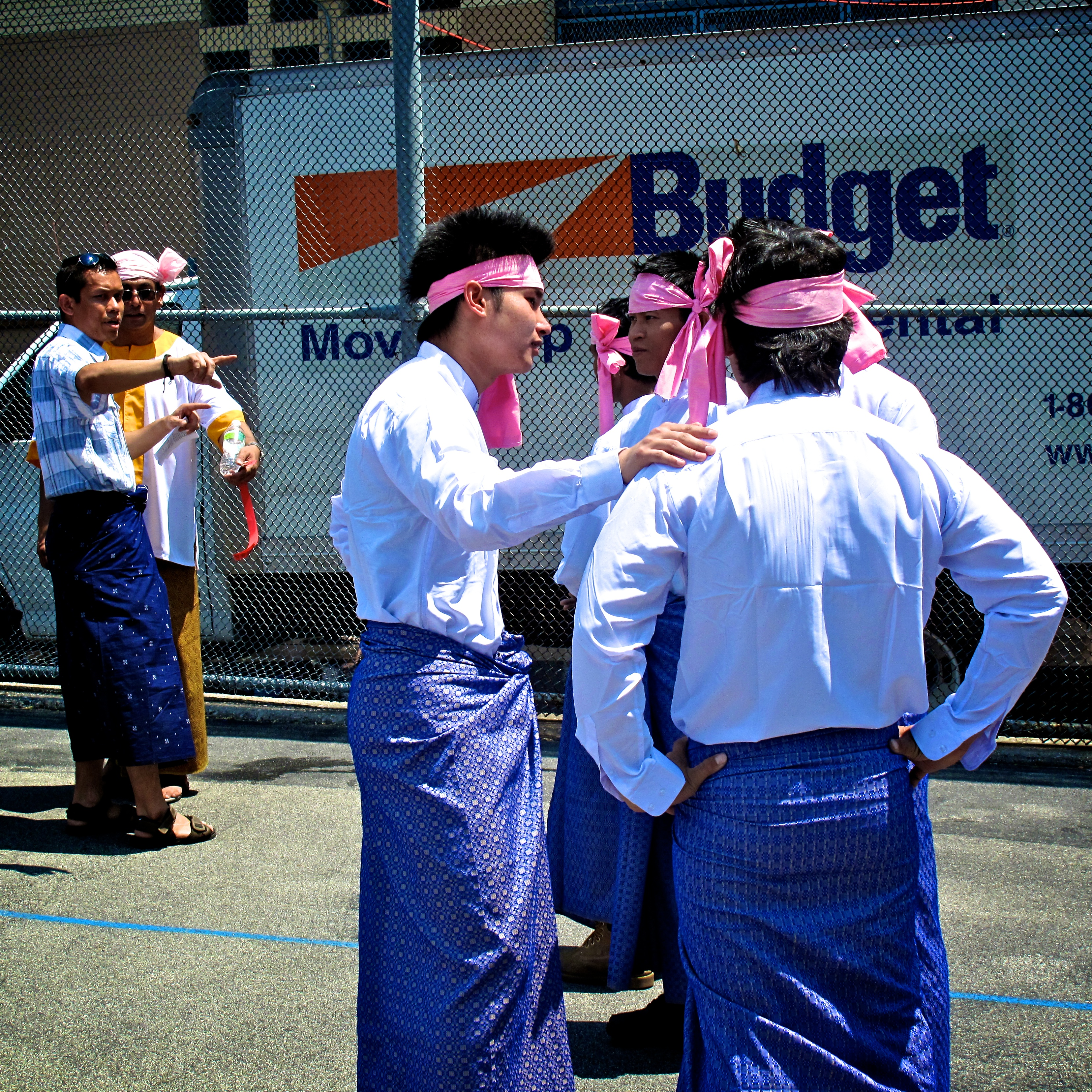
Các diễn viên Thangyat trong trang phục tết Thingyan biểu diễn tại thành phố New York

Ngày giao thừa Thingyan, ngày đầu tiên của kỳ lễ, gọi là a-kyo nei, là thời điểm bắt đầu của nhiều hoạt động tôn giáo. Các Phật tử được khuyên là nên tuân theo Bát giới, hơn là Ngũ giới cơ bản, gồm có việc ăn một bữa trước chính ngọ . Thingyan là thời điểm của ngày Bố Tát (hay Trai Giới), tương tự như ngày Sabbath (ngày Yên Nghỉ) của đạo Chúa. Của bố thí và các mâm lễ vật được dâng lên các nhà sư trong các nơi thờ tự, và một loại lễ vật gồm dừa non và thân dừa còn nguyên vẹn được kết thành vòng tròn và bó trong lá chuối xanh (nga pyaw pwè oun pwè) và các nhánh tha byay hoặc jambul (Syzygium cumini) đặt trước các di ảnh của đức Phật Thích Ca; di ảnh này sẽ được đổ nước thơm từ phía trên xuống trong nghi lễ tắm Phật. Thời xa xưa, các vua Miến Điện có tham dự một lễ gội đầu bằng nước tinh khiết lấy từ Gaungsay Kyun (nghĩa là đảo Gội Đầu), là phần đá nhỏ trồi lên mặt biển của một hòn đảo ở vịnh Martaban gần Mawlamyaing.
Trước khi trời tối, những cuộc vui thật sự bắt đầu với âm nhạc, hát múa, các trò hề và các trò bói toán mua vui khác. Ở mọi sảnh nhà hay sân khấu, các đồ gỗ, tre, giấy (được đặt tên lễ) rộn rã suốt đêm. Những mĩ nữ địa phương đã luyện tập hàng tuần hoặc hàng năm để tham gia vào các nhóm hát đồng ca, nhảy múa của các sự kiện lớn; các cô gái đều mặc váy áo đồng phục đầy màu sắc, đầu đội vòng hoa và gắn kim tuyến. Họ bôi lên mặt loại phấn thơm thanaka - một loại keo từ vỏ cây Murraya paniculata, có công dụng như là một loại kem chống nắng và se lỗ chân lông, và cài hoa giáng hương (tiếng Miến: padauk) vàng có mùi thơm ngọt ngào lên tóc. Hoa giáng hương (Pterocarpus macrocarpus) chỉ nở một ngày mỗi năm vào Tết Thingyan nên được gọi là "hoa Thingyan". Đám đông người trẩy hội đi bộ, xe đạp, xe máy hoặc ngồi trên các xe buýt, xe jeeps mui trần đi dạo quanh, một số còn tự sáng tác nhạc, còn hầu hết các phụ nữ đều bôithanaka và cài hoa giáng hương. Những chiếc thuyền trôi được thắp sáng và trang trí rạng rỡ, cũng được đặt tên lễ và chở một ban nhạc cùng nhiều chàng trai trẻ say đắm trong các điệu nhạc; tại các điểm dừng trên bờ, ở các mandat, họ sẽ đi vòng vòng, hát đối đáp những bài ca dành riêng cho lễ hội, trong đó có nhiều bài truyền thống của Tết Thingyan mà mọi người đều biết, cũng như là trình diễn than gyat (tương tự như đọc rap, nhưng có một người hát chính, và những người khác phụ họa với âm vực cao nhất của giọng để làm trò cười, hoặc châm biếm bất cứ điều gì sai trái trong xã hội ngày nay từ thời trang, chủ nghĩa tiêu dùng, lạm phát siêu mã, tội phạm, thuốc lắc, AIDS, tham nhũng, các chính trị gia thiếu năng lực...). Đây thật sự là thời gian để tự do thoải mái, một cái van an toàn để xả mọi căng thẳng hay những thứ không hài lòng vốn đã bị kiềm nén từ lâu. Đây cũng là thời điểm tập trung các tai nạn do lái xe khi say xỉn hoặc lái xe khinh suất ở các con đường đông đúc đầy những người trẩy hội với đủ mọi loại phương tiện giao thông, cũng như là những vụ say xỉn, cãi lộn mà các nhà chức trách phải chuẩn bị để đối phó. Tuy nhiên, nói chung là sự thân thiện, những lời chúc lành và những hội hè náo nhiệt vẫn lấn át tất cả.

## Lễ hội nước

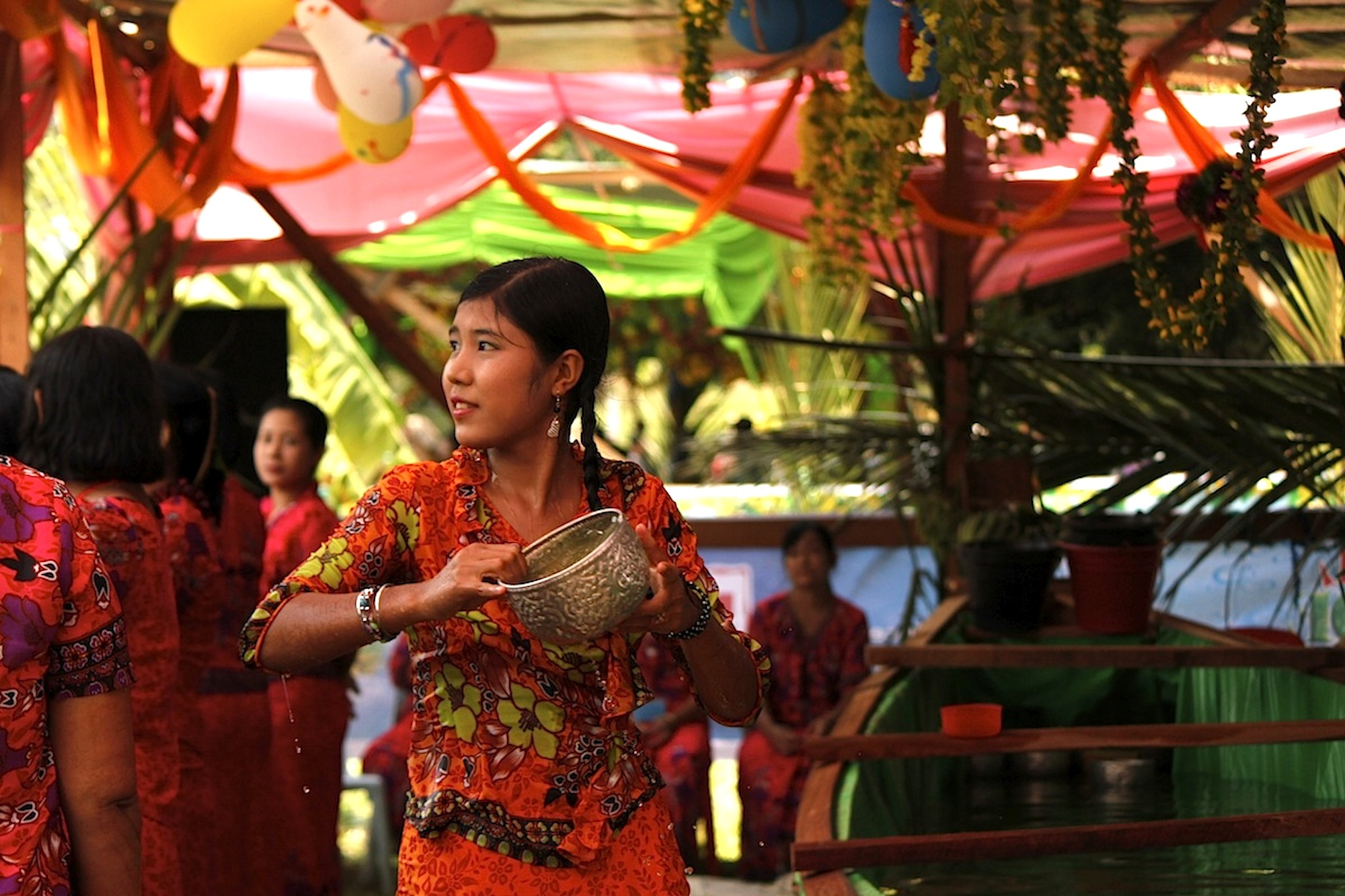
Thiếu nữ tạt nước

Ngày tiếp theo được gọi là a-kya nei là lúc mà Tết Thingyan thật sự bắt đầu; đó là lúc thần Thagya Min từ trên trời giáng xuống trần gian và lưu lại vài ngày. Sau một hiệu lệnh, một phát súng thần công (tiếng Miến: Thingyan a-hmyauk) được khai hỏa và mọi người đổ ra đường với các hũ nước và các nhánh tha byay; họ vừa cầu nguyện vừa đổ nước lên mặt đất. Một lời tiên tri cho năm mới (tiếng Miến: Thingyan sa) được đưa ra bởi các đạo sĩ Bà La Môn (tiếng Miến: ponna); lời tiên tri này dựa vào loài vật nào mà thần Thagya Min đang cưỡi để đi xuống hạ giới, cũng như dựa vào vật mà thần đang mang trong tay. Trẻ con được dạy rằng nếu chúng ngoan, thần Thagya Min sẽ viết tên chúng vào cuốn sách vàng; còn nếu chúng hư, tên chúng sẽ bị đưa vào cuốn sách chó.
Nghi lễ vẩy nước chính thức chưa bắt đầu cho đến khi mà ngày a-kya nei đến ở nhiều vùng trên đất nước, dù có những ngoại lệ cho nguyên tắc này. Theo truyền thống, lễ Thingyan gồm nghi lễ vẩy nước thơm từ một cái chén bạc với lá tha byay (Jambul), một nghi thức vẫn được thực hành phổ biến ở nhiều vùng quê. Những giọt nước được vẩy đi là ẩn dụ của việc rửa trôi những tội lỗi của mọi người trong năm qua. Ở những thành phố lớn như Yangon, các vòi tưới nước trong vườn, các ống dẫn nước lớn làm bằng tre, đồng, hoặc nhựa, các bơm nước và các dụng cụ phun nước khác được sử dụng bên cạnh các ly tách chỉ có thể hất nước ra nhẹ nhàng; ngay cả bóng nước và vòi rồng cứu hỏa cũng được mang ra dùng. Đây là thời điểm nóng nhất trong năm nên việc giội nước như thế này được nhiều người hưởng ứng. Mọi người đều tham gia một cách bình đẳng, trừ nhà sư và dĩ nhiên là phụ nữ đang mang thai. Vài chú bé chơi quá nhiệt tình bị các phụ nữ, vốn là những mục tiêu chính té nước chính của các chú, bắt lại và trở thành đối tượng chọc ghẹo, rồi còn bị bôi trét nhọ nồi lên mặt. Các thiếu nữ từ các mandat với hàng tá những vòi tưới nước cũng bị hàng trăm ga-lông nước của đám đông người trẩy hội giội vào người, khiến cho người này người khác cứ trôi trượt trong nước. Nhiều người đi hội mang theo khăn để ngăn các tia nước bắn vào tai và để tránh một cách tương đối việc bị dầm mình trong nước và bị ướt sũng với bộ đồ mỏng mùa hè. Những tên quậy còn dùng cả nước đá và các dụng cụ bắn nước tung tóe gây ra những tiếng la hét bất ngờ, theo sau là những tràng cười lớn của những "nạn nhân". Các buổi biểu diễn (tiếng Miến: pwè) với rối, dàn đồng ca, các nhóm nhảy múa, diễn kịch, ngôi sao điện ảnh ca nhạc, gồm cả các nhóm nhạc pop cũng rất phổ biến vào dịp lễ hội này.

## Lễ hội nước ở nước Miến Điện hiện đại
Suốt lễ hội nước, Chính phủ Miến Điện giảm nhẹ các giới hạn về quyền tụ tập . Ở cố đô Yangon, Chính phủ cho phép đám đông được tụ họp trên đường Kadawgyi Pet và Kabaraye. Các đài phun nước, được gọi là pandal được lập ra hoặc mở rộng diện tích thành các sân khấu nhảy múa. Nhiều đại sảnh cũng được các nhà giàu và có thế lực cho mượn.

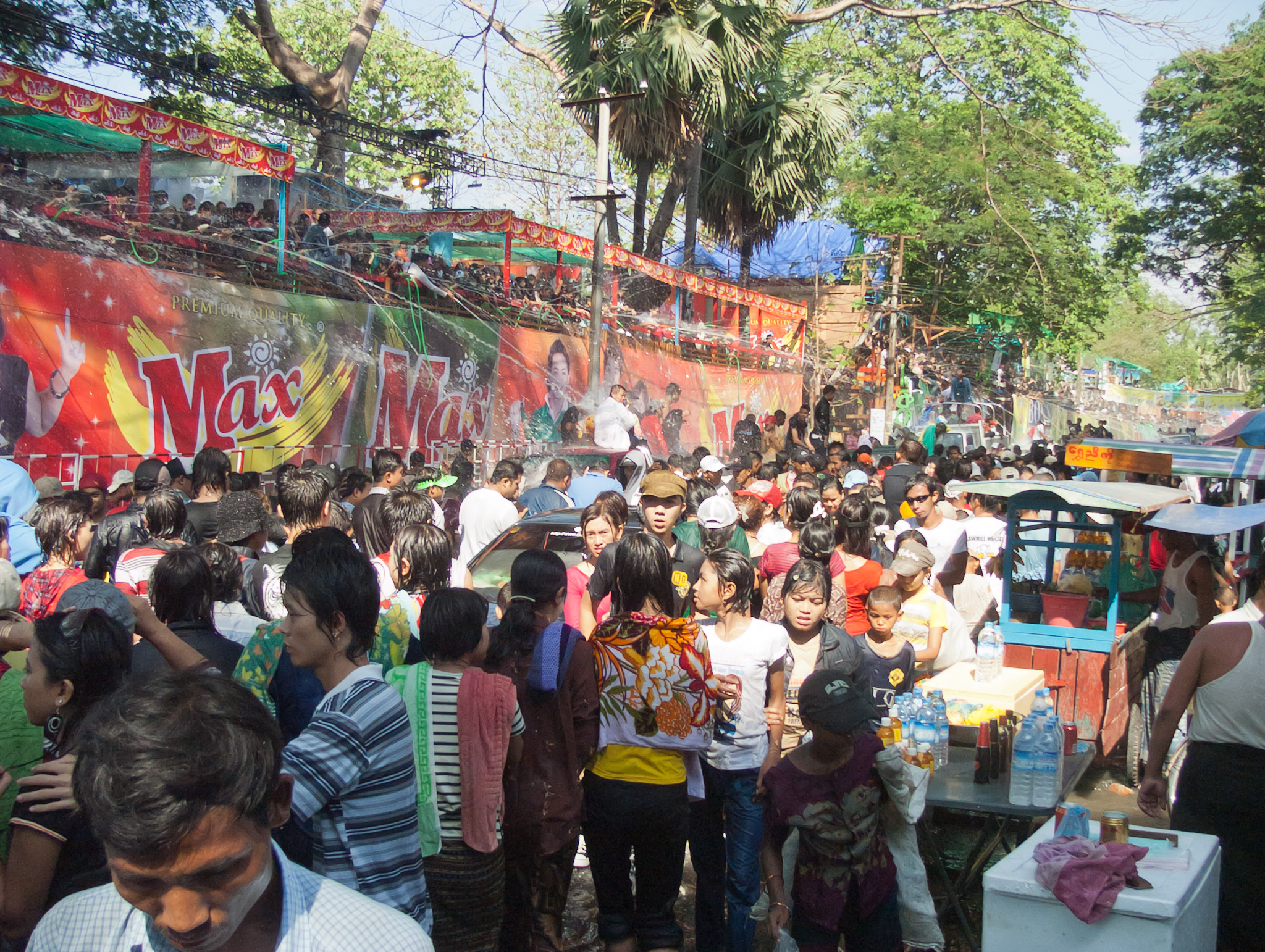
ngày lễ hội té nước hiện đại tại Yangon

Ngày thứ ba được gọi là ngày a-kyat nei (ngày này có thể kéo dài 2 ngày vào một số năm). Ngày thứ tư là ngày a-tet nei, ngày mà thần Thagya Min trở lại thiên đường, là ngày cuối cùng của lễ hội nước. Vài người sẽ vẩy nước lên người khác vào cuối ngày rồi nói lời xin lỗi, đại loại như "thần Thagya Min bỏ quên ống nước của ngài và ngài sẽ quay lại lấy". Trong kỳ lễ dài này, có một truyền thống tôn vinh thời gian là bánh trôi mont lone yeibaw; đó là những viên xôi nếp, bên trong trộn đường cọ jaggery, được thả vào chảo nước đang sôi và ăn ngay khi nó nổi lên (cách ăn này là lý do cho tên của bánh). Cả nam lẫn nữ đều chung tay cùng nấu món này và tất cả đều được chào đón, tuy nhiên cần canh chừng không để những tên quậy phá lén bỏ vào vài trái ớt mắt chim bên trong bánh, thay vì đường cọ jaggery mà cười nhạo mọi người. Mont let saung là một loại bánh mát lành khác dùng để ăn chơi khác của tết Thingyan; đó là một nhúm bột nếp nướng vừng chan nước sirô làm từ đường cọ jaggery và nước dảo dừa. Ở các thành phố lớn như Yangon và Mandalay, người Rakhine cũng mừng lễ Thingyan với nghi thức riêng. Nước được xúc từ các thuyền lớn (tiếng Miến: laung hlei) rồi đổ vào người trẩy hội và người ta ăn món bún cá mohinga phiên bản Rakhine.

## Ngày Tân Niên
Ngày tiếp theo là ngày Tân Niên (tiếng Miến: "hnit hsan ta yet nei"). Đây là thời điểm mọi người viếng thăm người lớn tuổi và quỳ lạy (tiếng Miến: gadaw hoặc shihko) để thể hiện lòng tôn kính cũng như là dâng nước đựng trong các nồi đất nung và xà phòng thơm. Người nhỏ tuổi sẽ gội đầu cho người lớn tuổi, theo cách thức truyền thống là với hạt và vỏ của cây keo Acacia rugata. Nhiều người soạn ra các kế hoạch, giải pháp cho năm mới, thường là những việc cần sửa chữa hay là các hành động đáng khen liên quan đến nghiệp của mỗi người (karma). Phóng sinh cá (nga hlut pwè) cũng là một truyền thống khác, những con cá bị mắc cạn nằm phơi mình dưới nắng nóng được cứu vớt, rồi được thả vào các nồi, các vại đất lớn trước khi được phóng sinh trở lại các sông hồ lớn với lời cầu nguyện và điều ước rằng "Ta giải thoát cho cá lần này, cá hãy giải thoát cho ta 10 lần sau nhé". Thingyan (a-hka dwin) cũng là thời điểm ưa thích để tổ chức lễ xuất gia cho các bé trai (tiếng Miến: shinbyu) theo nghi thức của pháo Phật giáo nguyên thủy (Thượng tọa bộ); các bé sẽ gia nhập giáo hội (sangha) trong một thời gian ngắn để thụ hưởng giáo lý nhà Phật- cụ thể là để học Pháp (Phật giáo (Dharma). Nghi lễ này tương tự như nghi lễ trưởng thành trong các tôn giáo khác.
Vào ngày Tân Niên, mọi người quyên góp thức ăn (tiếng Miến: studitha) ở nhiều nơi, đặc biệt là phát thức ăn miễn phí cho những người tham gia lễ hội năm mới.